# Mischonyx insulanus
Mischonyx insulanus is een hooiwagen uit de familie Gonyleptidae.